# Калмыцкий язык
Калмы́цкий язы́к (самоназвание — хальмг келн, xaľmg keln, [xalʲˈməɡ keˈlən]) — национальный язык калмыков, живущих на юге европейской части России (Республика Калмыкия), часть монгольской языковой семьи. Чаще всего лингвистами рассматривается как отдельный язык от ойратского языка Западного Китая (Синьцзян-Уйгурский автономный район, Цинхай) и Западной Монголии (аймаки Ховд и Увс).
Наряду с русским, определённое влияние на калмыцкий язык оказали тюркские, угорские и тунгусские элементы, влившиеся в состав калмыцкого этноса.
На калмыцком языке существует многовековая литература; издаётся газета «Хальмг үнн»; периодически выходят литературный журнал «Теегин герл», юношеский и детский журналы «Байр», «Байрта». На 2021 год число носителей языка увеличилось по сравнению с 2010 годом. Молодёжь в городах использует базовые слова хотя бы дома, в сельской местности ситуация лучше, дети могут говорить на языке наравне со взрослым поколением, но не все. В школах продолжают преподавать калмыцкий язык и иногда можно встретить контент об изучении калмыцкого языка, который имеет спрос.
О сохранении языка заботится правительство.

## Лингвогеография

### Социолингвистические сведения
По данным ЮНЕСКО, калмыцкий язык имеет некоторую опасность исчезновения. Указанная ситуация языкового сдвига (переход на русский язык) возникла после насильственной депортации калмыцкого народа в 1943—1957 гг. Примерно с 1970—1980 гг. калмыцкий превращается в анклавный язык; он вытесняется из городов и остаётся только в некоторых калмыцких сёлах (с подавляющим населением калмыков) — в основном Кетченеровского района Калмыкии. Дети в Элисте в подавляющем большинстве не имеют представления о калмыцком языке, не владеют им. ЮНЕСКО отмечает, что все носители калмыцкого — билингвы (то есть люди, владеющие двумя языками в качестве родных; в этом случае — русским и калмыцким). Число носителей калмыцкого языка с каждым годом постоянно уменьшается. По данным Всероссийской переписи населения 2010 года, о владении калмыцким языком заявило всего 80 546 человек (в ходе переписи 2002 года о владении калмыцким языком заявило 153 602 человека), что составляет менее 44 % от численности калмыков (183 372 (2010)).
В Калмыкии действуют 4 национальных детских сада, 10 национальных школ и гимназий, где до 8 класса часы калмыцкого языка — 4, после — 3 часа в неделю. В Центральном хуруле действуют бесплатные курсы калмыцкого языка. Действует «Ойратский клуб» в Элисте, задачей которого является поддержание разговорной среды калмыцкого языка. В интернете остро обсуждаются проблемы калмыцкого языка, существуют даже курсы калмыцкого языка в сети. Кроме того, действует национально-патриотическая организация «Иткл», призванная возрождать родной калмыцкий язык, однако этих усилий всё же недостаточно для решения проблемы с возможным исчезновением калмыцкого языка.
5 сентября в Калмыкии отмечается День национальной письменности.

### Диалекты
- Язык поволжских (приволжских) калмыков
  - Торгутский диалект
    - Оренбургский говор
    - Уральский говор
    - Каспийский говор
    - Волжский говор
    - Хошутский говор
    - Икицохуровский говор

  - Дербетский диалект
    - Бага-дербетский говор
    - Ики-дербетский говор

  - Бузавский диалект (донских калмыков)[11][12]

## Письменность
Калмыцкий — язык с исторической литературной традицией. Оригинальная калмыцкая письменность была создана в XVII веке великим просветителем — калмыцким буддистским монахом по имени Зая-Пандита. Эта письменность — тодо бичиг («Ясное Письмо») — была создана на основе уйгуро-монгольского письма, которым ойраты пользовались с XI века.
В 1924 году в СССР старокалмыцкая письменность была заменена на кириллицу, на смену которой в 1930 году была введена латиница, которую ещё раз сменила кириллица в 1938 году. Эти реформы разрушили преемственность литературной традиции калмыцкого народа в России.
Калмыцкий алфавит, используемый в России:
| А а | Ә ә | Б б | В в | Г г | Һ һ | Д д | Е е | Ё ё |
| Ж ж | Җ җ | З з | И и | Й й | К к | Л л | М м | Н н |
| Ң ң | О о | Ө ө | П п | Р р | С с | Т т | У у | Ү ү |
| Ф ф | Х х | Ц ц | Ч ч | Ш ш | Щ щ | Ъ ъ | Ы ы | Ь ь |
| Э э | Ю ю | Я я |     |     |     |     |     |     |

О поддержке калмыцкого кириллического алфавита — см. калмыцкая письменность

## Лингвистическая характеристика

### Фонетика

#### Гласные
Буквы ә, ө, ү, җ, ң, һ обозначают звуки, которые отсутствуют в русском языке и употребляются только в собственно калмыцких словах, а также в фонетически приспособленных заимствованиях: әәрм «армия», әртель «артель» и т. д. Буквы е, ё, ю, я, используемые в литературном языке, несут две функции:
1. в начале слов передают сочетание фонем йэ, йо, йу, йа: ясн [йасн] «кость», йосн «власть», ёлк [йолк] «ёлка», еңг [йеңг] «ковш», юн? [йун] «что?». Буква е используется и для передачи гласной фонемы э после согласных вообще;
2. после палатализованных согласных д', т', л', н' буквы я, ю обозначают гласные а, у: хатяр «мало», «редко», халяд нисх «лететь порхая», холюлх «заставить смешать»; буквы ж, щ, ф встречаются в словах, заимствованных из русского или через русский язык: щётк, журнал, фабрик.

В фонетической системе калмыцкого языка со временем произошли немалые изменения:
- завершился процесс редукции гласных неполного образования;
- появились новые типы фонетических структур, слогов, новые сочетания согласных и гласных звуков (та-ри-ху — тә-рхь «сеять»; а-ли-хан — аль-хн «ладонь»)[когда?];
- дифтонги превратились в долгие гласные (аймаг — әәмг «аймак», үилен — үүлн «туча») (с середины XVIII в. до конца XIX в.[13]);
- краткий [и], употребляющийся в непервых слогах, подвергся различным комбинаторным изменениям: в одних случаях краткий [и] принял функцию смягчения предыдущих согласных [л'], [н'], [д'], [т'] (халимаг — хальмг «калмык, калмыцкий», долиган  — дольган «волна», сурһули — сурһуль «учёба, школа»; палатализация этих четырёх согласных произошла в результате регрессивного влияния последующего гласного [и]); в других случаях под влиянием [и] большое количество слов с гласным заднего ряда перешло в слова с гласными переднего ряда: хурим — хүрм «свадьба», морин — мөрн «лошадь», хариһу — хәрү «ответ», аригун — әрүн «чистый» и т. д. (со второй половины XVIII в. до конца XIX в.[14]);

В калмыцком языке сохранился согласный [к], перешедший в бурятском и халха-монгольском в [х].
Гласных фонем в калмыцком языке 18; они делятся на гласные нормальной долготы (краткие): а, ә, о, ө, у, ү, ы, и, э, и на долгие гласные: аа, оо, уу, әә, её, үү, ии, ыы, ээ. Краткие и долгие гласные о, ө, у, ү употребляются в любой позиции, то есть в начале, середине и конце слова. Краткие и долгие гласные о, ө, э употребляются только в первом слоге: Эрдни «Эрдени (имя собственное)», ээҗи «бабушка», өөкн «жир». Краткие гласные а, о, у, э, и, ы по произношению почти одинаковы с соответствующими русскими гласными фонемами, но с той разницей, что фонема ы по месту образования в калмыцком языке является переднеязычной, будучи среднеязычной в фонологическом плане и составляет оппозицию по отношению к переднеязычной и. Звук ы раньше не выделялся в самостоятельную фонему и как фонема признан относительно недавно, отличающуюся от и. В процессе развития системы фонем калмыцкого языка звук ы приобрёл смыслоразличительное значение.
Кратким гласным калмыцкого языка противостоят долгие, которые обозначаются удвоением соответствующих букв. На слух долгие гласные производят такое акустическое впечатление, как русские ударные гласные в словах наподобие «много», «белый», «дыня», «близко» и т. д.
Долгие гласные, являясь самостоятельными фонемами, отличными от кратких, в первом слоге слова обозначаются удвоением соответствующих букв: цаасн «бумага», ноолдан «борьба», күүкн «девочка» и т. д. В непервых слогах они обозначаются одной буквой, как и краткие гласные в первых слогах словах цаһан «белый», улан «красный», зурһан «шесть», долан «семь», мана «наш», ноһан «трава». Ряд слов в калмыцком языке различается по значению в зависимости от наличия или отсутствия в них долгих гласных: шаах «колоть» — шах «прижми»; тоосн «пыль» — тосн «масло»; теерм «мельница» — терм «деревянная решётка юрты»; ааһ «чашка» — аһ «княгиня»; уул «гора» — ул «подошва»; деер «наверху» — дер «подушка»; кеер «в степи» — кер «гнедой» и т. д.
Краткие гласные непервых слогов, или так называемые неясные гласные, не обозначаются на письме. Гласные в современном калмыцком языке классифицируются по трём основным признакам:
1. по степени подъёма — на широкие а, ә, о, э, ө и узкие и, ы, у, ү;
2. по положению языка — на передние ү, ө, ә, задние а, о, у, ы, э и индифферентные э, и;
3. по степени участия губ — на губные о, ө, у, ү и негубные а, ә, э, и, ы.

#### Согласные
Согласных фонем в калмыцком языке 27: б, в, г, һ, д, д', җ, ж, з, й, к, л, л', м, н, ң, п, р, с, т, т', ф, х, ц, ч, ш, щ.
Согласные ж, ф, щ употребляются в словах, заимствованных напрямую из русского языка: фабрик, Фёдор, шкаф, журнал, жакет, щётк, щит, щи. Бо́льшая часть согласных калмыцкого языка по артикуляции почти не отличаются от русских согласных, за исключением җ, һ, ң. Буквы в, л, п, р в начале слова не встречаются. Некоторые слова с начальными в, л, п, р являются заимствованными из тибетского языка и санскрита, а более поздние — и из русского языка.
Буквой җ обозначается слабая аффриката [дж]. При её артикуляции еле заметно улавливается дрожание голосовых связок в момент смыкания: җирн «шестьдесят», җахр «якорь», Җаңһр «Джангар» (калмыцкий эпос), Җама «Джама».
Буквой һ обозначается увулярный щелевой звук, который классифицируется как самостоятельная фонема, имеющая смыслоразличительное значение: уга «нет» — уһа «мой», «стирай», җирг «щебечи» — җирлһн «марево» и т. д.
Увулярный һ встречается в начале и в середине слова: һашун «горький» һалун «гусь», шаһа «альчик», толһа «голова», шуһу «угол», һаһа «тётя» и т. д.
Буквой ң обозначается заднеязычный носовой согласный, который встречается в середине и конце слова: көвң «вата», зәңг «новость», арслң «лев», еңг «ковш».
Согласные звуки в калмыцком языке классифицируются по месту и способу образования:
1) по месту образования согласные делятся на губные: б, м, п, губно-зубные: в, ф, переднеязычные: т, т', д, д' и, ч, җ, н, н', с, ш, з, л, л', р, среднеязычные: й, заднеязычные: г, к, ң, увулярные: х, һ.
2) По способу образования согласные делятся на сонорные:
- носовые: м, н, ң,
- плавные: л, л',
- дрожащие: р;

и шумные:
- смычные: б, п, т, т', д, д', к, г;
- щелевые: в, ф, з, с, ш, х, Һ, а к щелевым сонантам — л, л', й, р;
- аффрикаты: ц, ч, җ.

Таким образом, твёрдорядность или мягкорядность слов целиком зависит от гласных, которые сочетаются по признаку согласования, то есть максимального сближения их артикуляции.
Заимствованные слова не подчиняются всецело закону сингармонизма, хотя в живой речи они часто подвергаются значительным изменениям. В заимствованных словах гласные фонемы уподобляются в смысле твёрдого или мягкого произношения гласному последнего слога: кафедр — кафедрүр «к кафедре», кафедрәс «от кафедры»; кандидат —- кандидатур «к кандидату», кандидатас «от кандидата» и т. д.

#### Слог
В калмыцком языке слогообразующими звуками являются не только гласные, включая и редуцированные, но и сонорные согласные: ә «звук», ө «обида», «неровность», сө «ночь», то «счёт», «число», үр «товарищ», эм «лекарство», мал «скот», һал «огонь».
Часты случаи, когда в слове остаётся только гласный первого слога, а в последующих слогах гласные выпадают или редуцируются: зе-рг «храбрость», зу-рг «картина», хул-сн «камыш», көө-сн «пена», кө-дл-мш «работа».
Редуцированные гласные в калмыцком письме не обозначаются. В слогообразовании непервых слогов они имеют такое же значение, как и гласные полного образования: а-хъ «брат», эг-че «старшая сестра», и-къ «большой», та-тъ «тяни», ал-хъ «молоток», чад-хш «не умеет».
Сонорные согласные в калмыцком языке имеют определённее значение в слогообразовании. В слогах сън, тън, ръш, ръс, льс зачастую выпадают редуцированные гласные. В этих случаях слогообразующая роль падает на сонорные согласные: тоо-сн «пыль», көг-шн «старый», у-лс «народ», бу-рш «перец». Сочетания тл, тн, дн, дл не имеют редуцированных гласных и являются слогами, образованными с помощью сонорных согласных л, н: хо-тн «хотон», хур-дн «резвый», ху-дл «неправда», хур-тл «пока собрались».

### Морфология
В калмыцком языке, как и в других языках монгольской группы, формообразование происходит путём последовательного присоединения к корню словообразовательных и словоизменительных аффиксов. Каждый аффикс в производном слове сохраняет свою самостоятельность и имеет только ему присущее значение. Префиксальное словообразование калмыцкому языку не свойственно.
Калмыцкие слова по морфологическому составу делятся на первичные, производные и сложные.
Первичные слова, состоящие только из корня, в основном, являются односложными и двусложными: кө'сажа, ке «красивый», hap «рука», чи «вишня», ир «приходи», хар «чёрный», һаха «свинья», шаһа «альчик». К первичным словам относятся слова, в которых нельзя выделить аффиксы, употребляющиеся на данном этапе развития.
Производные слова образуются путём присоединения к основе или корню различных аффиксов: ном-т-нр «учёные», көдл-мш «работа», көдл-мш-чнр «рабочие», мал-ч-нр «скотоводы», «пастухи».
Сложные слова в калмыцком языке представлены в трех структурных группах: слитных, парных и сложносокращенных слов. Слитные слова в языке образуются путём словосложения двух основ в одно лексическое целое: эндр — эн өдр «этот день», шарцоохр — шар цоохр «жёлто-пёстрое», иршго — ирш уга «не придёт», келҗәнә — келж бәәнә «говорит», нисҗәнә — нисж бәәнә «летает» и т. д. Парные слова по структурно-словообразовательным признакам делятся на
1. собственно парные, образующиеся удвоением двух различных основ: эк-эцк «родители», ах-ду «братья», гер-бүл «семья»;
2. парно-повторные, образующиеся редупликацией слов: дәкн-дәкн «снова-снова», әрә-әрә көндрх «двигаться еле-еле».

К этой группе слов относятся рифмованные повторы-редупликации: цә-мә «чай и тому подобное» и т. д. Такие парные слова пишутся через дефис и имеют собирательное обобщающее значение, часто с оттенком пренебрежения. Сложно-сокращённые слова в калмыцком языке обязаны своим образованием влиянию на них со стороны русского языка: совхоз «совхоз», профсоюз «профсоюз».

#### Части речи
С учётом лексико-грамматических значений, морфологических особенностей и синтаксических функций все слова современного калмыцкого языка делятся на две большие группы: знаменательные и служебные.
- Знаменательные слова обладают лексическим самостоятельным значением и являются названиями предметов, явлений, понятий, качеств, свойств, действий, количества и т. д.: һар «рука», шуурһн «пурга», хар «чёрный», нисх «лететь», арвн «десять», сәәнәр «хорошо».
- Служебные слова не обладают лексическим самостоятельным значением и служат определителями отношений, связей между словами в системе предложений.

Знаменательные слова образуют знаменательные части речи, а именно: имя существительное, имя прилагательное, местоимение, имя числительное, наречие и глагол. Служебные слова, или служебные части речи: послелоги, союзы, частицы, междометия.